# Бефруа Монса
Бефруа Монса (фр. Beffroi de Mons) є однією з найновіших серед бефруа Бельгії та Франції. На висоті 87 метрів (285 фут), вона домінує над містом Монс, Бельгія, яке саме побудоване на пагорбі. Це бефруа, класифіковане в Бельгії з 15 січня 1936 року, належить до основної культурної спадщини Валлонії. 1 грудня 1999 року його було внесено до Списку Світової спадщини ЮНЕСКО за унікальну архітектуру, громадське значення та свідчення зародження муніципального впливу та влади в цьому районі. Він єдиний у Бельгії, який побудований у стилі бароко.

## Історія
Будівлю спроєктував у стилі бароко архітектор Луї Леду. Він керував роботами з 1662 року до своєї смерті в 1667 році. Роботу продовжив з 1667 по 1669 рік Вінсент Антоній. Це бефруа є як престижною спорудою, так і функціональною спорудою, оскільки вона слугувала для попередження у випадку пожежі або, під час Другої світової війни, для оповіщення про наближення бомбардувань.

## Характеристики
Дзвіниця Монса не має всіх можливих характеристик дзвіниці, як-от наявність в'язниці або кімнат, які обслуговують департамент юстиції, але провінція Ено не є регіоном із такими типовими дзвіницями, як у бельгійській та французькій Фландрії. У ній є карильйон із 49 дзвонами.
З верхньої частини будівлі можна спостерігати за полем битви при Монсі, а також за Боринажем, рівнинами Хайне та пагорбами та купинами збоку від нього, цементними заводами та територіями покинутого видобутку вугілля шахти «Левант Монс» у Брей (Бенш).